# Freycinetia

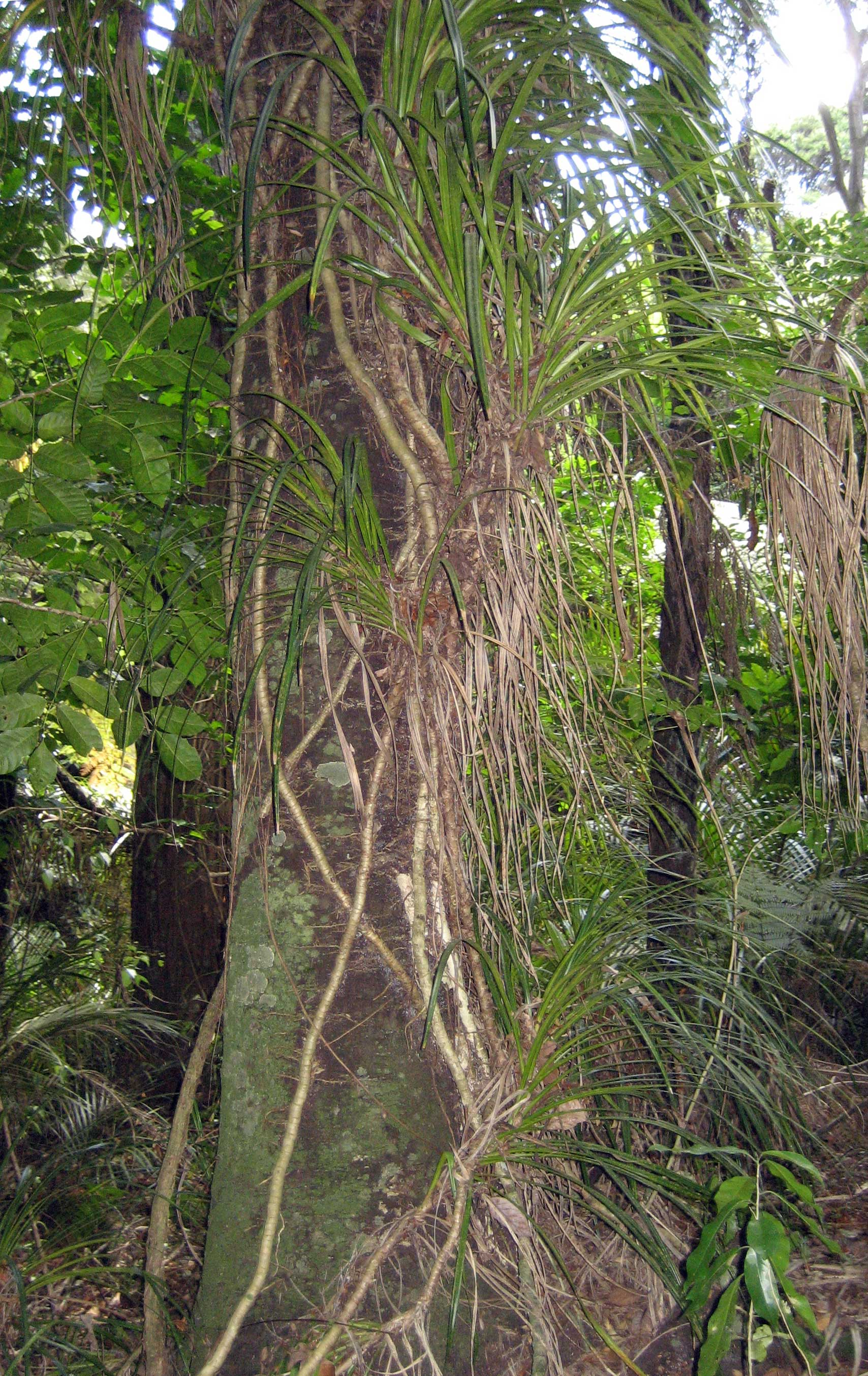
Freycinetia banksii trepando por un tronco

Freycinetia es un género de plantas con flores con unas 150-180 especies nativas de los trópicos del sur de Asia y del Pacífico, pertenece a la familia  Pandanaceae.

## Especies seleccionadas
- Freycinetia arborea Gaudich. (Hawaiʻi: ʻieʻie)
- Freycinetia auriculata Merr. (Filipinas)
- Freycinetia banksii A.Cunn. (Nueva Zelanda: kiekie)
- Freycinetia cumingiana Gaudich.
- Freycinetia maxima Merr.
- Freycinetia mariannensis Merr.
- Freycinetia multiflora Merr.
- Freycinetia ponapensis Martelli
- Freycinetia storckii Seem.
- Freycinetia urvilleana Hombr. & Jacq. =  Freycinetia milnei Seem. (Tonga: kahikahi)